# La storia di Sawney Bean
La storia di Sawney Bean è uno spettacolo teatrale del 1964 diretto e interpretato da Carmelo Bene, scritto da Roberto Lerici.